# L'educazione fisica delle fanciulle
L'educazione fisica delle fanciulle è un film del 2005 diretto da John Irvin, tratto dalla novella Mine-Haha ovvero Dell'educazione fisica delle fanciulle (1903) del drammaturgo e scrittore tedesco Frank Wedekind.

## Trama
In Turingia, negli anni a cavallo tra la fine dell'Ottocento e gli inizi del Novecento, sei ragazze di sedici anni sono ospiti fin dall'infanzia di un lussuoso collegio dove apprendono l'arte della musica, della danza e delle buone maniere.
All'apparenza tutto sembra ideale, nonostante la severità del corpo insegnante e le regole del collegio (per esempio è vietato ogni contatto con l'esterno); si lavora duramente, soprattutto in vista dell'ambito premio che consiste nel prendere parte al più prestigioso balletto del paese e, per la migliore, di diventare l'étoile. Un mondo ordinato e severo, ma anche, in fondo, sereno, dove le ragazze, che sono cresciute insieme, riescono comunque a ritagliarsi momenti idilliaci, fra un laghetto, la cascata e il parco, dove nuotano e giocano.
Ma in realtà, dietro la facciata si nasconde un terribile segreto gelosamente custodito dalla direttrice. Il collegio non è altro che il vivaio che raccoglie ragazze orfane o abbandonate dai genitori per "coltivare" la fanciulla "migliore", la ballerina che sarà la "prescelta" del principe.
Il tragico e violento finale del film rivelerà per quale efferato scopo la ragazza migliore è stata educata e poi prescelta: in realta l'étoile diventa una concubina nell'harem del principe che la violenta nel sonno. Al risveglio scappa gridando nel bosco mentre alcune ragazzine del collegio guardano da una finestra e una carrozza porta un nuovo gruppo di bambine al collegio.

## Differenze con l'opera originale
A differenza del libro, sono assenti i luoghi misteriosi come il teatro e il Campidoglio, in cui l'autore allude vi si svolgano riti sessuali e spettacoli per adulti; inoltre il libro, seppure incompiuto, fa intendere secondo alcuni critici, un'utopia e secondo altri una distopia dove tutte le ragazze orfane sono in realtà cresciute e allevate dallo Stato esclusivamente come cortigiane e prostitute pubbliche, da qui l'assenza dell'educazione intellettuale. In questo senso sarebbe anche una feroce satira del modo in cui venivano educate le donne nel passato, onde prepararle al ruolo di mogli sottomesse.
La scena dello stupro è assente nella novella.

## Produzione
Nonostante il romanzo e il film siano ambientati in Turingia, la pellicola è stata girata in realtà a Liberec e Mariánské Lázně, nella Repubblica Ceca; e in Umbria, presso la Cascata delle Marmore e a Papigno.

## Distribuzione
Il film debuttò fuori concorso a Venezia il 31 agosto 2005 alla Mostra del cinema e fu distribuito nelle sale a partire dal 25 novembre. 

## Critica
(MYmovies.it)